# مرو أثيوبي
مرو أثيوبي (الاسم العلمي:Maerua aethiopica) هو نوع من النباتات يتبع جنس المرو من الفصيلة القبارية.